# 東春信用金庫
東春信用金庫（とうしゅんしんようきんこ）は、愛知県小牧市に本店を置く信用金庫である。略称はとうしゅん。

## 概要
2018年（平成30年）度決算による自己資本比率は10.21％。

## 営業地区
店舗設置地区は太字で表記。
- 小牧市
- 春日井市
- 名古屋市全域（守山区・東区・千種区）
- 尾張旭市
- 江南市
- 一宮市（旧尾西市と旧木曽川町を除く）
- 岩倉市
- 豊明市
- 犬山市
- 瀬戸市
- 長久手市
- 日進市
- 清須市
- 北名古屋市
- あま市（旧美和町を除く）
- 愛知郡
- 丹羽郡
- 西春日井郡
- 海部郡大治町

## 沿革
- 1952年（昭和27年）3月 - 東春日井郡小牧町（現・小牧市）に東春信用組合として設立。
- 1952年（昭和27年）6月 - 営業開始。
- 1959年（昭和34年）4月 - 本店を現在地に移転。
- 1962年（昭和37年）8月 - 大名古屋信用組合を吸収合併。営業地区を名古屋市内全域に拡張。
- 1972年（昭和47年）10月1日 - 信用金庫に転換。東春信用金庫に改組。

## 市有地売購入問題
2013年（平成25年）4月、小牧市から小牧駅前の土地を購入して本店営業部を有するビルを建設した。しかしこの土地購入を巡って複数の問題が指摘されている。2015年（平成27年）1月15日同社への市有地売却が「不当に廉価だったため、市に損害を与えた」「随意契約で地元の金融機関に売却したのは、違法・不当だ」「近隣地の売却事例の半額以下売却した」として小牧市内に住む男性が山下史守朗小牧市長に対し一般競争入札で売却した場合との差額約1億5千万円を市に返還するよう求める住民監査請求を行った。これに対し山下市長は「価格も手続きも適正で問題ない」と主張。2015年（平成27年）2月6日監査委員が「売買契約から1年以上経過しており監査請求の対象にならない」（地方自治法では住民監査請求ができる期限は1年と定められている）として訴えを棄却した。この結果を受けて男性は同年3月住民訴訟を起こしたが、これも時効を理由に訴えが却下された。なおこの問題では市有地売却当時山下市長が役員を務める会社が借金の担保として1億5千万円の不動産担保を同社に差し入れており、そのことと市有地売却が関係しているのではと強く批判されている。またこの市有地売却の10ヶ月前の2012年（平成24年）6月山下市長は市民にも議会にも知らせぬまま市有地の随意契約に関する要綱（「小牧市普通財産土地の売払いに関する要綱」第4条）を改正。市有地売却は地方自治法で原則自由競争入札となっており、それまで市の要綱でも市長が勝手に市有地を随意契約で売却しないように随意契約での市有地売却には6つの条件付けがされており、その6つの条件に準じた場合で市長が認めた場合のみ随意契約で売却できるとなっていたが、山下市長はこれを「6つの条件のほか、市長が認めた場合」と変更。市長が自由に随意契約で市有地を売却できるとした。そのためこの要綱改正自体が地方自治法に違反するのではと議会から強く批判されたほか、同社にこの市有地を売却するため要綱改正を行ったのではとも批判されている。なお同社はこの土地を購入後本社ビルを建設。2014年（平成26年）11月に完成した同ビルへと本社機能を移転している。

## その他
とうしゅんギャラリー：地元住民の作品展示会を開催している。
愛知県内で信用組合からの改組された信用金庫としては最も新しい。
1960年代に大名古屋信用組合の吸収合併に前後して、名古屋市内へ積極的な店舗展開を行っていったが、2002年（平成14年）の9月から10月にかけて名古屋市内の5店舗を相次いで廃止、整理統合した。